# Gilbert (Minnesota)
Gilbert es una ciudad ubicada en el condado de St. Louis en el estado estadounidense de Minnesota. En el Censo de 2010 tenía una población de 1799 habitantes y una densidad poblacional de 54,75 personas por km².

## Geografía
Gilbert se encuentra ubicada en las coordenadas 47°29′28″N 92°27′41″O / 47.49111, -92.46139. Según la Oficina del Censo de los Estados Unidos, Gilbert tiene una superficie total de 32.86 km², de la cual 30.71 km² corresponden a tierra firme y (6.53%) 2.14 km² es agua.

## Demografía
Según el censo de 2010, había 1799 personas residiendo en Gilbert. La densidad de población era de 54,75 hab./km². De los 1799 habitantes, Gilbert estaba compuesto por el 96.78% blancos, el 0.22% eran afroamericanos, el 1% eran amerindios, el 0.17% eran asiáticos, el 0.11% eran isleños del Pacífico, el 0.17% eran de otras razas y el 1.56% pertenecían a dos o más razas. Del total de la población el 0.78% eran hispanos o latinos de cualquier raza.